# Marca

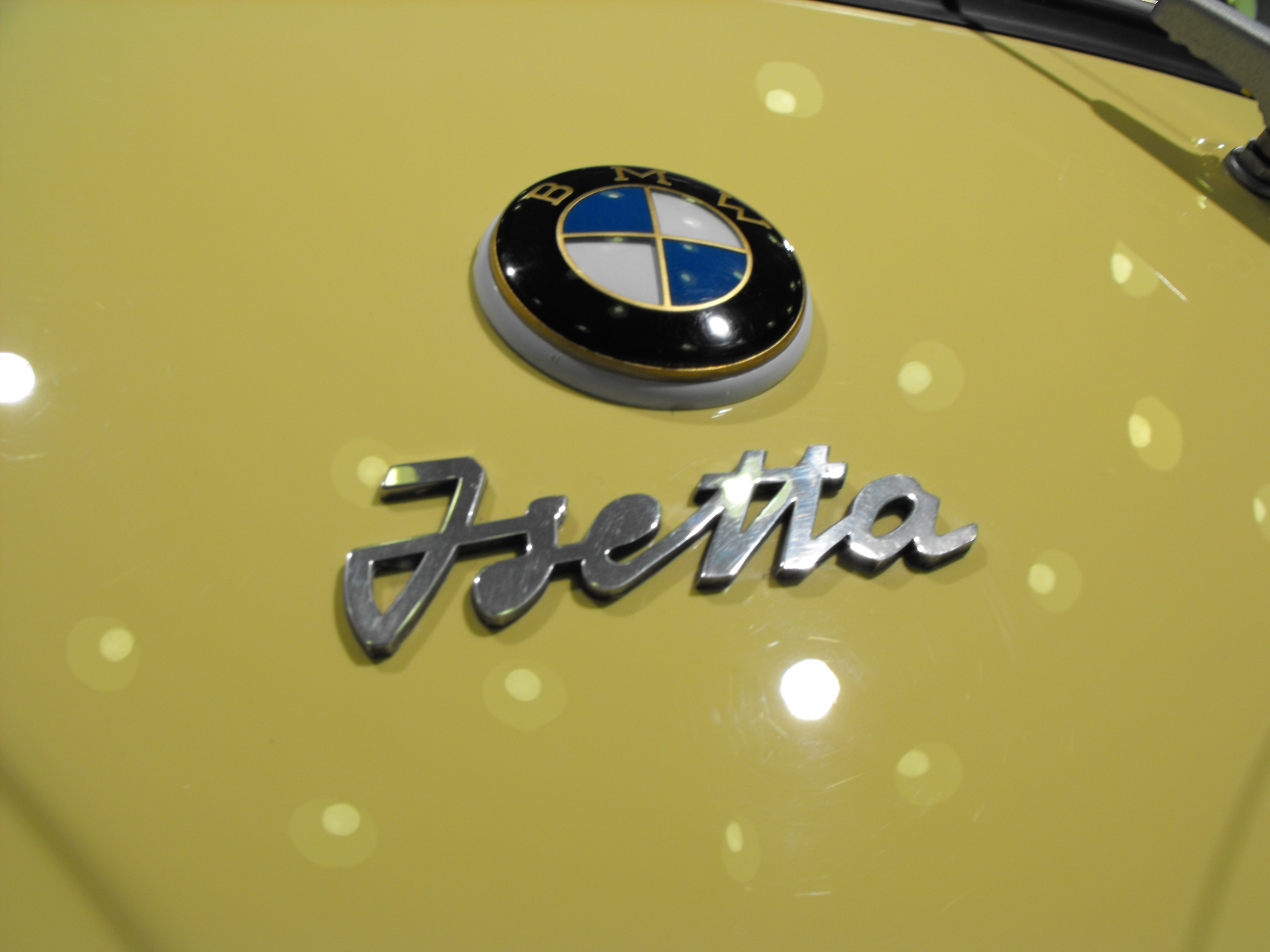
Una marca de la empresa BMW.

Una marca es una identificación comercial primordial o el conjunto de varios identificadores con los que se relaciona y ofrece un producto o servicio en el mercado. Es el reflejo de la antigüedad de un cliente sin distinción de imágenes o ideas, y por lo general puede mencionar un nombre, un eslogan, un diseño o un logotipo.
Es un error común confundir el concepto de logo como un sinónimo de marca, siendo la principal diferencia que esta debe ser construida más allá de la representación visual que identifica a una empresa u organización. Un logo puede ser la misma marca o ser el identificador principal de ella en conjunto con otros signos como el nombre único, una frase de venta, grafismo secundarios, iconografía, tono de comunicación, etcétera. Es de subrayar que no todo logo califica para ser denominado marca, mientras que una marca debe en su sistema comercial más mínimo no prescindir de un logo.
Muchas compañías de productos de consumo reconocen que a menudo existe poca diferencia real entre varias marcas de productos, y por lo tanto la marca es una de las pocas formas de diferenciación ante los consumidores. El conjunto de técnicas y métodos de mercadotecnia que a lo largo del tiempo construyen la marca y ayudan a distinguirla de sus competidores es conocido como administración de marca o branding, y tiene el objetivo de crear una impresión duradera en la mente de los clientes o consumidores. Esto a su vez permite asegurar un nicho de mercado y manejar precios que aseguren un margen de utilidad operativa.

## Conceptos
La marca es uno o el conjunto de signos distintivos de un producto o servicio en el mercado. Algunas personas resaltan el aspecto psicológico de la marca desde el aspecto experimental. El aspecto experimental consiste en la suma de todos los puntos de contacto con la marca y se conoce como la experiencia de marca. El aspecto psicológico, al que a veces se refieren como imagen de marca, es una construcción simbólica creada dentro de las mentes de las personas y consisten en toda la información y expectativas asociadas con el producto o servicios.
Al hablar de marca se deben distinguir 3 conceptos imagen de marca, posicionamiento e identidad de marca. La identidad de marca es como la empresa u organización quiere ser reconocida por parte de sus clientes. El posicionamiento es la forma que la empresa se da a conocer (comunica) a sus clientes para estar en la cabeza de ellos como desea. Y finalmente, la imagen de marca es el resultado del posicionamiento. Es él cómo efectivamente la marca es percibida de cara al cliente.
Las personas encargadas del posicionamiento de la marca buscan planear o alinear las expectativas relacionadas con la experiencia de la marca, lo que crea la impresión de que la marca asociada a un producto o servicio tiene ciertas cualidades o características que la hace especial o única. Una marca es por lo tanto uno de los elementos más valiosos en el tema de publicidad, como lo demuestra lo que el dueño de la marca es capaz de ofrecer en el mercado. El arte de crear, innovar y mantener una marca es llamado "gerencia de marca".
La gerencia cuidadosa de la marca busca crear un servicio o producto importante para el público meta. Por lo tanto, la creación de campañas de productos que son en realidad muy baratos de fabricar. Este concepto conocido como creación de valor consiste esencialmente en manipular la imagen con que se proyecta el producto de manera que el consumidor perciba que el precio del producto es justo por la cantidad que el anunciante quiere que el/ella pague, en vez de llevar a cabo una evaluación más racional que comprenda el conocimiento de la procedencia de la materia prima, el costo de fabricación y el costo de distribución. La creación moderna del valor de la marca y las campañas de publicidad son altamente exitosas cuando inducen al consumidor a pagar, por ejemplo, cincuenta dólares por una camiseta que costó no más de cincuenta centavos, o cinco dólares por una caja de cereales hecho de un trigo que si acaso costo unos pocos centavos.
Las marcas deben ser vistas como algo más que solo la diferencia entre el costo actual de un producto y el precio de venta, estas representan la suma de todas las cualidades valiosas de un producto para el consumidor. Hay muchos valores intangibles involucrados en los negocios, intangibles de bienes que provienen completamente de la declaración de ingresos y del balance general los cuales determinan como es la aceptación de un negocio. La habilidad aprendida por un trabajador, el tipo de metal utilizado, el tipo de bordado, todos pueden tener un “precio considerado” pero para aquellos que realmente conocen el producto, personas como estas son las que la compañía debería desear encontrar y mantener, la diferencia es incomparable. Al reconocer estos activos que un negocio, cualquier negocio, puede crear y mantener causaría el empuje de una seria desventaja.
Una marca muy conocida en el mercado adquiere un reconocimiento de marca. Cuando el reconocimiento de una marca construye un punto donde la marca disfruta de una masa de críticas de un sentir positivo en el mercado se dice que ha alcanzado el nombre de franquicia. Una meta en el reconocimiento de una marca es la identificación de una marca sin el nombre presente de la compañía. Por ejemplo, Disney ha sido exitoso al comerciar con su particular tipo de letra (creada originalmente para la firma y logo de "Walt Disney"), el cual es utilizado en el logo de www.go.com.
Los consumidores podrán ver una marca como un valor agregado importante en los productos o servicios, como frecuentemente sirve para denotar un cierto atractivo de calidad o característica (véase también promesa de marca). Desde la perspectiva de los dueños de una marca los productos de marca o servicios también imponen los precios más altos. Cuando dos productos se parecen pero uno de los dos no está asociado a una marca (como una marca general, producto de distribución), las personas elegirán más frecuentemente los productos de las marcas más caras sobre la base de la calidad de la marca o la reputación del dueño de la marca.

### El nombre de marca
El nombre de marca se utiliza con frecuencia de modo intercambiable entre «marca», aunque se utiliza más bien para indicar elementos lingüísticos escritos o hablados de cualquier producto. En este contexto, un «nombre de marca» constituye un tipo de marca de fábrica, siempre y cuando el nombre de marca identifique exclusivamente al propietario de la marca como la fuente comercial de los productos o servicios. El propietario de una marca puede intentar proteger los derechos de propietario, con relación al nombre de marca a través del registro de marca de fábrica. A su vez, los portavoces de publicidad también forman parte de algunas marcas, como por ejemplo: el papel higiénico Mr. Whipple de Charmin y Tony the Tiger de Kellogg's.
Los nombres de marca se presentan en una variedad de estilos, algunos ejemplos de los cuales son:
- Sigla: Un nombre formado sobre la base de iniciales, tales como UPS o IBM.
- Descriptivo: Nombres que describen el beneficio o función de un producto, tal como Whole Foods o Airbus.
- Aliteración o rima: Nombres que son divertidos al pronunciarlos y que se fijan en la mente, tal como Reese´s Pieces o Dunkin´Donuts.
- Sugestivo: Nombres que evocan una imagen pertinente viva, como Amazon o Crest.
- Neologismos: Palabras totalmente hechas, como Wii o Kodak.
- Palabra extranjera: Adopción de una palabra de otro idioma, tal como Volvo o Samsung.
- Nombres fundadores: El uso de nombres de personas reales, como Hewlett-Packard o Disney.
- Geografía: Hay muchas marcas que usan nombres de regiones y de lugares muy conocidos, como es el caso de Cisco y Fujifilm.
- Personificación: Muchas marcas adoptan sus nombres de mitos, como Nike, o provienen de las mentes de los ejecutivos de publicidad, como Betty Crocker.

La acción de asociar un producto o servicio con una marca ha llegado a ser parte de la cultura moderna. Muchos productos tienen algún tipo de identidad de marca, desde la sal de mesa común hasta los jeans de diseñadores. Una denominación genérica es un nombre de marca que ha llegado a ser coloquialmente un término genérico para un producto o servicio, tal como Band-Aid o Kleenex, los cuales son a menudo usados para describir cualquier tipo de bandas adhesivas o cualquier tipo de pañuelos faciales respectivamente.

### Nombre de la compañía
A menudo, especialmente en el sector industrial, es solamente el nombre de la compañía el que es promovido (Destaca una de las afirmaciones más poderosas de Marcas, el dicho, antes de la degradación de una compañía, Nunca nadie fue despedido por comprar IBM).
En este caso una marca (o el nombre de una compañía) muy fuerte está hecha por una amplia gama de productos (por ejemplo, Mercedes-Benz o Black & Decker) o por una gama de marcas subsidiarias (como Cadbury Dairy Milk, Cadbury Flake o Cadbury Fingers en los Estados Unidos).

## Historia
La palabra “marca” se refiere a la práctica de ciertos productores quienes quemaban su marca en sus productos.
Aún con la conexión existente de la historia de marcas registradas e incluyendo ejemplos históricos, los cuales pueden considerarse protomarcas (como el juego de palabras de las jarras de vino encontradas en Pompeya llamadas Vesuvinum), las marcas en el área de marketing masivo se originaron en el siglo XIX con la llegada de los bienes empaquetados. La industrialización mudó la producción de varios artículos del hogar de comunidades locales a fábricas centralizadas, productos como el jabón formaban parte de estos artículos. Llegado el momento de enviar los artículos a sus respectivos destinos, las fábricas colocaban su logo o insignia en los barriles utilizados, extendiendo así el significado de marca al de marca registrada.
La empresa británica de cerveza, Bass & Company, alegaba que su marca la cual consistía en un triángulo rojo fue la primera marca registrada mundialmente. Lyle’s Golden Syrup hizo una afirmación similar por ser nombrada la marca británica más antigua, con su presentación de colores verde y dorado la cual permaneció sin cambios desde 1885.
La ganadería entró al tema de la marca mucho antes que los anteriores; el término maverick, el cual originalmente significa un becerro o ternero sin marca, fue creado por el granjero texano, Samuel Augustus Maverick, quien siguiendo la Guerra Civil Americana, decidió que si todas las demás reses tenían marcas, el identificaría las suyas sin marca alguna.
Las fábricas se establecieron durante la revolución industrial, generando así bienes para las masas y necesitando también vender estos productos a un mercado más amplio, a consumidores de productos locales y familiares. Fue evidente que el empaque de jabón genérico tuvo dificultades al competir con los productos locales ya conocidos por los consumidores. Los fabricantes necesitaban convencer al mercado que sus productos eran igual de confiables que los locales. Las marcas de sopas Campbell, la goma de mascar Juicy Fruit, Aunt Jemima y las hojuelas de avena Quaker fueron varios de los primeros productos en recibir un nombre de marca en un esfuerzo de incrementar la familiaridad de los consumidores hacia los productos. Muchas marcas de aquellos tiempos como el arroz Uncle Ben y los cereales para desayunos Kellogg's aportaron ilustraciones del problema.
Alrededor de los años 1900, James Walter Thompson publicó un aviso explicando la publicidad para las marcas registradas, aquella fue una explicación temprana de lo que hoy conocemos como branding. Rápidamente, las compañías adoptaron eslóganes, mascotas y jingles los cuales empezaron a aparecer en radio y televisión. En los 40’s, los fabricantes empezaron a comprender la manera en la cual los consumidores desarrollaban relaciones tanto sociales, psicológicas y antropológicas hacia las marcas.
A partir de dicho momento, los fabricantes aprendieron como crearle identidad y personalidad a sus marcas, basándose en factores como la juventud, la diversión y el lujo. Esta situación marcó el inicio de lo que hoy conocemos como branding, donde los consumidores compran la marca en vez del producto. Esta tendencia continuó hasta los ‘80s y es ahora cuantificada en conceptos como valor de marca o equidad de marca. Naomi Klen describe este desarrollo como una manía de equidad de marca. En 1988, Philip Morris compró la marca Kraft por un valor de 6 veces más de lo que la compañía valía en papel, fue en ese momento cuando se dieron cuenta de que en realidad compraron fue el nombre de una marca.

### Marlboro
El 2 de abril de 1993, conocido por muchos como el día de muerte de la marca, fue el día en que Philip Morris declaró que cortarían el precio de los cigarrillos en un 20% para poder competir con la oferta de estos. La marca era conocida por sus fuertes campañas de publicidad y por su matiz de imagen de marca. Como respuesta a su anuncio, las acciones de Wall Street se fueron a pique para varias marcas como Heinz, Coca-Cola, Quaker y Pepsi. Muchos pensaron que el evento fue la señal del comienzo de una tendencia hacia la ceguera de marca, cuestionando el poder del valor de marca.

## Identidad de marca
Imagen de marca es lo que el propietario de la misma quiere comunicar a sus consumidores potenciales. La identidad de marca se refiere a la identificación precisa y sin confusión es la marca con respecto a otras marcas.
La identidad de un producto o imagen de marca son comúnmente los atributos asociados con una marca, cómo el propietario de la marca quiere que el consumidor perciba la marca- y por extensión la compañía, organización, producto o servicio. El propietario de la marca tratará de cerrar la brecha entre la imagen de marca y la identidad de la marca. Un nombre de marca eficaz logra una conexión entre la personalidad de la marca tal como se percibe en el mercado y el servicio o producto actual. El nombre de marca debe estar conceptualmente incluido en el objetivo con el producto o servicio (Lo que la compañía representa). Además, el nombre de marca deberá estar direccionado con la marca demográfica. Comúnmente, nombres de marca sostenibles son fáciles de recordar, transcienden tendencias y tienen connotaciones positivas. La identidad de marca es fundamental para el reconocimiento del consumidor y simboliza la diferenciación de marcas de los competidores.
La imagen de marca, con el tiempo, una marca puede adquirir (evolucionar), nuevos atributos desde la perspectiva del consumidor pero no necesariamente desde la perspectiva de las comunicaciones del mercado que un propietario de marca emite hacia su público de destino, es decir, la identidad. Por lo tanto, las asociaciones de marca llegan a ser útiles para verificar la percepción del consumidor acerca de la marca.
La identidad de marca necesita enfocarse en la auténtica calidad-características reales del valor y en la promesa de la marca que han sido dadas y apoyadas organizacionalmente y/o por las características de producción..

### Paridad de las marcas
La paridad de las marcas es la percepción del cliente de que todas las marcas son equivalentes.

## Imagen de marca
La imagen de marca refleja la percepción de los clientes de cualquier marca.  Existen dos componentes elementales para conocer dicha percepción: las asociaciones de marca y el personaje de marca.
Las asociaciones de marca son las características y atributos (ya sea en el logotipo, el naming, etc) de un producto o servicio que el cliente (potencial o real) perciben de dicha marca, asimismo para medir el valor que tienen hacia ella.
El personaje de marca, es la descripción que el consumidor le da, a través de ciertas características humanas. Es decir, el cliente podrá relacionar a la marca, de manera tal, que sean asociadas en personalidad, apariencia, valores, etc. De esta manera el consumidor sabrá si quiere asociarse  o no con una  marca y si se siente identificado.  Un ejemplo, Mercedes: clase alta, encantador, sofisticado, étc.
Las asociaciones de marca y el personaje de marca permiten comprender cómo es actualmente la imagen de marca, lo que permitirá conocer sus fortalezas y debilidades, y poder trabajar en ellos para lograr un posicionamiento adecuado en el mercado. En 2015 las 5 marcas con mayor influencia son Apple, Google, Microsoft, IBM y Visa.
Hay que apoyarse en tecnologías donde se pueda interactuar como marca en tiempo, la marca debe trabajar en crear publicidad innovadora, nuevos contenidos interactivos que lleven experiencias transmedia a los usuarios juntando lo real y lo digital, llevándolos a crear mundos y espacios donde puedan interactuar digitalmente con la marca. Se debe aprender de cada post review y comentario, creciendo como marca, creando experiencia que genere contenido orgánico por parte de los usuarios, se deben explorar plataformas y buscar donde interactúan esos públicos objetivos; Facebook, Twitter e Instagram no son los únicos mundos, los ecosistemas digitales son complejos y están esperando a ser explorados.

## Clasificación de marcas

### Marca de Familia omarca corporativa
Se utiliza para todos los artículos de una empresa; por ejemplo, Nestlé utiliza su marca como segundo nombre de todos sus productos.

### Marcas individuales
Se refiere al nombre que el fabricante da a cada producto, esto es independientemente de la firma que lo produce y de los demás artículos que fabrica. Cada marca tiene un nombre por separado (como Seven-Up, Kool-Aid o Nivea Sun (Beiersdorf)), las cuales pueden hasta competir contra otras marcas de la misma compañía (por ejemplo, Persil, Omo, Surf y Lynx todas son parte de Unilever)...
De esta, hay dos variantes más:
- Fijación de marcas por líneas familiares: La marca se emplea a productos de una línea, pero no se usan los mismos nombres para productos de otras líneas, aunque estos artículos sean similares.
- Extensión de la marca: Se emplea un marca ya existente para un producto nuevo o modificado que por lo general pertenece a la misma categoría.

### Marcas derivadas
En este caso, ningún proveedor de un componente clave utilizado por un número de proveedores del producto final, podría garantizar su propia posición mediante la promoción de este componente como una marca en su propio derecho. El ejemplo más frecuente citado es Intel, que asegura su posición en el mercado de PC con el lema Intel Inside.
El nombre de una marca fuerte puede ser utilizado como un vehículo para los productos nuevos o modificados, por ejemplo, muchas empresas de moda y de diseño extendieron marcas en perfumes, calzado, accesorios, textiles para el hogar, decoración del hogar, equipaje, gafas (sol), muebles, hoteles, etc. El chocolate Mars ha extendido su marca a los helados, Caterpillar a los zapatos y relojes, Michelin a una guía de restaurantes, Adidas y Puma a la higiene personal. Dunlop extendió su marca de neumáticos hacia otros productos de caucho, tales como zapatos, pelotas de golf, raquetas de tenis y adhesivos. Hay una diferencia entre la extensión de la marca y la extensión de la línea. Cuando Coca-Cola lanzó la Coca-Cola Light y Cherry Coke se quedaron dentro de la categoría de productos originarios de:-bebidas gaseosas no alcohólicas. Procter & Gamble (P & G) hizo lo propio ampliando un producto fuerte como el lavavajillas Fairy en la misma categoría   de detergentes para lavar platos.

### Marcas paraguas o sombrillas
Se trata del nombre, término, sigla, símbolo que utiliza la empresa para ampliar grupos de productos. Por ejemplo: los productos "Ser" de la empresa láctea argentina "La Serenísima; las diferentes variedades de lápices de la marca alemana «Faber Castell».

### Marcas colectivas
En Argentina, una marca colectiva es un signo distintivo común que identifica productos y servicios prestados por agrupamientos de la economía social; que son las agrupaciones de personas que producen bienes o servicios que tienen dificultades de desarrollo en la economía formal por encontrarse en situación de vulnerabilidad social.
Definición alternativa
Una marca colectiva es aquella, en la que el solicitante es una persona jurídica, pero a la hora de unirse con otras personas jurídicas o pueden hacer uso de la misma. En otros términos, podemos definirla como: “una marca que es propiedad de muchos”, cuyos miembros la puede utilizar, pero respetando las condiciones establecidas sobre el mismo. Entre sus características podemos mencionar que la marca colectiva ayuda a orientar los esfuerzos competitivos hacia objetivos y metas comunes. Permite distinguir en el mercado, los productos o servicios de sus miembros, con respecto a la de la competencia. Además, contar con una marca colectiva ayudaría a las pequeñas y medianas empresas a superarse en conjunto.

## Herramientas para crear o construir marcas
Existen muchas herramientas utilizadas por mercadólogos para crear o construir marcas. Hace un tiempo atrás, la publicidad en TV era el medio más efectivo para crear marca, existían pocos canales de televisión y los consumidores veían películas y comerciales con igual interés. Hoy día, la mayoría de los televidentes ignoran los comerciales. De hecho, muchos simplemente no ven televisión y prefieren el Internet u otras actividades. Esto significa que el mayor reto para los mercadólogos es utilizar herramientas efectivas para poder atraer la atención de los consumidores hacia sus marcas.
Algunas de las herramientas más importantes para crear marca son:
- Relaciones públicas
- Comunicados de prensa
- Patrocinios
- Páginas web
- Exhibiciones
- Eventos de mercadotecnia
- Facilidades públicas
- Publicidad en línea
- Transmisión en medios

## Estandarización
Los estándares de marca ISO desarrollados por el Comité ISO/TC 289 son:
- 'ISO 10668:2010'   Valoración de la marca: requisitos para la valoración monetaria de la marca,
- 'ISO 20671:2019'   Evaluación de marca - Principios y fundamentos.

ISO/TC 289 está desarrollando otras dos normas ISO:
- ISO/AWI 23353 Evaluación de marca: directrices para marcas relacionadas con indicaciones geográficas[7]
- ISO/AWI 24051 Evaluación de marca: guía para la evaluación anual de la marca.[8]